# Грешем-коледж
Грешем-коледж (англ. Gresham College) — це незалежний навчальний заклад у Лондоні, який бере свій початок у 1597 році, коли його заснував сер Томас Грешем.
Грешем-коледж не має студентів і не присуджує ступені, але пропонує публічні академічні лекції. У цьому сенсі його можна порівняти з Колеж де Франс у Парижі. Грешем-коледж призначає професорами відомих вчених, більшість з яких одночасно викладають в університетах. Вони читають шість лекцій на рік і призначаються на три роки.
Сім початкових професорів були з таких предметів: математика («геометрія»), медицина («фізика»), астрономія, музика, риторика, право та теологія. Ці предмети також були основними предметами, які викладалися в університетах у 16 столітті. З історичних причин назви математики та медицини відрізняються від сьогоднішнього використання. З 1985 року також існує професорська посада для торгівлі, з 2000 року запрошені професорські посади також були присуджені для інших предметів, наприклад, для американських досліджень у 2009 році.

## Інтернет-ресурси
- Offizielle Website des College